# Målarkonst

Mona Lisa, ett av de mest kända verken inom målarkonsten.

Målarkonst är en form av bildkonst, en konstnärlig uttrycksform med målarfärg. Både material och teknik kan variera. Väggmålning, målning på träpannå och bokmåleri har funnits under lång tid, och målning på duk introducerades under senmedeltiden. Därtill finns flera olika tekniker gällande målarfärg med mera.

## Definitioner
I äldre tid kunde benämningen målarkonst innefatta en mängd tekniker som inte är måleri, bland annat teckning, grafik, gobeläng och skulptur. Därutöver kunde de figurprydda haute-lisse-vävnaderna och mosaikframställningarna då räknas till målarkonstens område. Numera ingår detta i benämningen bildkonst och den som är verksam inom dessa områden kallas bildkonstnär, medan målarkonst enbart omfattar måleritekniker.
Utifrån underlag för målning, kan man bland annat tala om muralmålning (väggmålning), manuskript- eller bokmålning och tavel- eller stafflimålning.
Utifrån teknik för applicering eller typ av målarfärg, kan man bland annat tala om al fresco, enkaustik, temperamåleri, oljemåleri, akrylmålning, akvarell, gouache, pastell eller emaljmålning.
Med hänsyn till innehållet kan man skilja mellan religiöst måleri, mytologiskt måleri, historie- (jämte batalj-) målning, porträtt, genre, alla dessa inbegripna under termen "figurmålning", och vidare landskapsmåleri, djurmåleri, marinmålning, arkitekturmåleri, stilleben.
Vidare kategoriseras gärna konstverk utifrån konstriktning.

## Historik

### Förhistoria och antiken

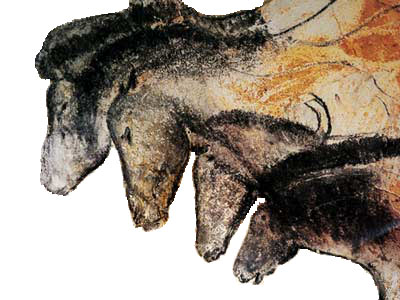
Hästar från Chauvetgrottan.

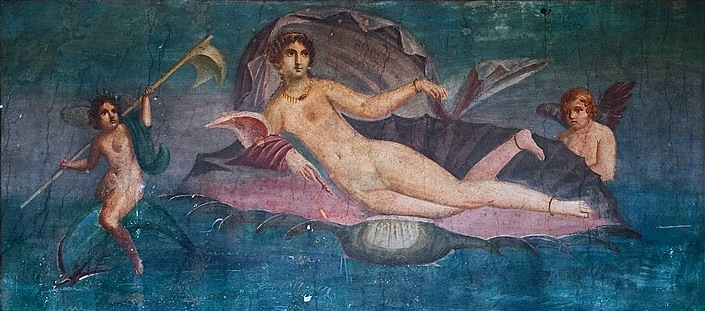
Romersk målning som tros vara baserad på Apelles målning.

I sydvästra Frankrike och norra Spanien har man hittar grottmålningar som är omkring 30 000 år gamla. Grottmålningarna visar vilda djur som hästar, mammutar och noshörningar och utfördes genom infärgning av bergväggen med röd färg, framställd genom lera och svarta färgmedel. Liknande arbeten på grott- och bergväggar finns över hela världen. I Sverige är dessa kända som hällristningar. Flera civilisationer utvecklade sin egen målarkonst.[källa behövs]
Målarkonstens uppkomst går tillbaka till de äldsta och ursprungligaste skedena av mänsklig kultur. Bland de gamla kulturerna vid Medelhavet och i Främre Asien finns särskilt mycket målningar bevarade i Egypten, där tempelfasader, gravkamrar, mumiekistor och bohagsting täckts av en rik bildvärld med ämnen från myten, historien och vardagslivet. I det hela inskränker sig dock denna konst till att vara en färglagd konturteckning med drag av verklighetsiakttagelse. Särskilt människor avbildades i strikt stiliserad form. Motsvarande drag finns inom det äldre grekiska vasmåleriet, där även de hade sin konturstil bevarad. Denna kännetecknade även det monumentala måleriet i Grekland ända fram till början av 300-talet f.Kr.
Av denna konst, som hade en mästare i Polygnotos (omkr. 450 f.Kr.), finns dock inget bevarat, lika litet som av den med ljus och färgeffekter arbetande målarkonsten under Alexander den stores tid, Zeuxis (förra delen av 400-talet f.Kr.) och Apelles (356–308 f.Kr.) konst. Denna fortlevde, liksom det äldre grekiska måleriet upptagits av etruskerna, hos romarna, och en föreställning om dess art erhåller man dels i Rom bland Palatinens furstevillor och i de på Esquilinen tillvaratagna, nu i Vatikanen befintliga områden, dels i de kampaniska städerna Herculaneum och Pompeji. Ett viktigt dokument är även den i Pompeji funna ståtliga mosaikbilden Alexanderslaget. Emellertid förlorades till stor del de vunna resultaten under den tidigare medeltiden, även om vissa traditioner bevarades i de bysantinska kyrko- och bokmålningarna. Både den romanska och den gotiska målarkonsten i Västvärlden har prägeln av en ytkonst med ornamentalt förda linjer som ersätter ett plastiskt genomförande av gestalterna. I det romanska måleriet är dessa linjer närmast en projektion på ytan av antika plastiska motiv, i gotikens måleri en omtolkning till ytmönster av den samtida skulpturstilen.

### 1300–1600-talet

#### Italien
Italien kom att spela en stor roll för måleriets pånyttfödelse under den senare medeltiden. Giottos freskmålningar, som var de första sedan antikens Grekland att avbilda aktiva personer, är en del av detta. Hans efterföljare i Florens och Siena tog över uppgiften som viktiga konstnärer. De använde sig vid dessa försök av perspektiviska mått, av överskådningar, fyndigt målade detaljer, belysningseffekter och liknande. Samtidigt sökte de erövra naturen och dess liv, växter och djur och atmosfären åt konsten. Vid 1400-talets början fördes dessa uppgifter framåt mot sin lösning; rumsproblemet genom italienska målare, naturframställningen genom nederländska. Florentinarna Masaccio, Castagno och Uccello ägnade sig åt form- och rumsproblemens måleriska lösning. Masaccio (1401–28) ställde i sina fresker i Brancaccikapellet i kyrkan del Carmine i Florens mäktiga gestalter full kroppslig påtaglighet. Andrea Castagno (omkr. 1420–1457) gav den enskilda gestalten med stor illusionsstyrka, medan Paolo Uccello (1396 eller 1397–1475) försökte avbilda förkortning och perspektiv i stora rörelsefyllda kompositioner. Dessa konstnärer byggde på de grundliga teoretiska utredningarna över perspektivet, som samtidigt utfördes av bland annat arkitekten Brunellesco. Bland viktiga målare kan Filippo Lippi (omkr. 1406–69), Botticelli eller Filipepi (1447–1510), Ghirlandajo (1449–94), Filippino Lippi (omkr. 1459–1504) nämnas. På sina håll gjorde sig även påverkningar från den klassiska eller samtida skulpturen märkbara, i en fast och storslagen figurstil såsom hos paduanaren Andrea Mantegna (1431–1516), eller i en omsorgsfull detaljering av formen som hos bildhuggaren och målaren Andrea Verrocchio (1435–88) i Florens.
Umbrern Luca Signorellis (omkr. 1442 – omkr. 1524) intresse för nakna gestalter i rörelse syns på hans kapell i Orvietos dom, vilket förebådar Michelangelos sixtinska takvalv. Omkring århundradets mitt sökte den umbriske mästaren Piero della Francesca (omkr. 1420–92) realisera verklighetens problem i måleriet ej på formell och linearperspektivisk väg, utan genom atmosfären och ljuset (freskmålningar i domen i Arezzoj). I princip står han nära det nederländska måleriet vid denna tid, även om lösningarna i verkligheten kom att bli helt olikartade. Vid slutet av 1400-talet hotade det mellanitalienska måleriet att upplösas i ytlig efterklang. En förnyelse blev viktig, och den kom genom de tre store mästarna Leonardo da Vinci, Michelangelo och Rafael, som inledde 1500-talets stora konstskede.
Ännu vid 1500-talets början är tavelmåleriet ett stillsamt och behärskat arbete, vid vilket samma grundliga omsorg ägnas åt alla konstverkets delar, bisakliga som huvudsakliga. I Tizians senare verk har detta sätt att arbeta avlösts av en behandling, som ej mer färglägger, utan målar i egentligaste mening, så att penseldragen från början till slut frammanar synerna och ingår på ett nödvändigt sätt i helheten. Hans efterföljare Tintoretto betonar detta, medan Paolo Veronese med större måttfullhet fortsatte de venezianska traditionerna i sina målningar. Vid sidan av denna målarkonst i stor stil och med stora ämnen, som till stor del hämtade inspiration från antik mytologi och historia liksom i det samtida Italien, fortlevde ett anspråkslösare nationellt måleri, vilket drog fördel av den konstens frigörelse från kyrkan, som renässans- och reformationsrörelserna medfört. Porträttmåleriet vann ökad betydelse, i synnerhet det holländska korporationsporträttets framträdande, av konstnärer som Antonis Moor. Landskapet framträdde som en ny självständig konstart, folklivsmåleriet fick sin första stora representant i Pieter Bruegel d.ä., och stillebenmåleriet tog sin start med Pieter Aertsen.

#### Flandern och Nederländerna
Det nederländska måleriet började under 1400-talets början. 1432 placerades målningen "Lammets tillbedjan" på ett altare i Sankt Johanneskyrkan i Gent. Dess upphovsmän, bröderna Hubert och Jan van Eyck, hade skildrat landskap och figurer med en dittills osedd färgglans och skimmer av sol och luft, som överträffade det föregående måleriet. Den konst, som finns i Gent-altaret och som fortsattes efter Hubert van Eycks död av den överlevande brodern i altarmålningar och porträtt, dessa senare tillhörande en för målarkonsten ny ämneskrets, hade förberetts framför allt genom det burgundiska bokmåleriet, de präktiga bönböcker, som vid denna tid var en furstlig favoritlyx. Denna riktning var en grundbult i 1400-talets måleri i Nederländerna. Flera stora konstnärer, som Petrus Christus, Albert van Ouwater, Hugo van der Goes och Dierick Bouts, vann inflytande på detta århundrades måleri i Frankrike och Tyskland. Mot århundradets slut uppträdde konstnären Hans Memling med delvis naivt upptagande av italienska former, och vid sekelskiftet varslades starka inslag söderifrån i Gerard Davids och Geertgen tot Sint Jans kompositioner. Färgerna hade hos dessa sammanstämt till en större entonighet, i grått och brunt. Samma dämpande av den medeltida brokigheten kännetecknade koloriten hos de nederländske mästarna från 1500-talets första årtionden som innan dess påverkats av den lombardiska skolan, liksom de som visade sig starkt berörda av italiensk smak i teckning och komposition. I synnerhet är detta fallet med Mabuse och ännu mer med den samtida Scorel och Bernard van Orley.
Oljemåleriets stora popularitet i Europa startade i början av 1400-talet bland flamländska målare. Bröderna van Eyck använde en blandteknik av olje- och temperamålning, varefter oljefärgerna allt mera trängde ut de tidigare använda temperafärgerna och på 1600-talet hade det helt och hållet avlöst temperamåleriet som dominerande teknik även i Italien och övriga Europa.
Under 1600-talet fortsatte de flamländska och holländska skolorna att utpräglas, dels till följd av de reformerta, folkligt nationellt sinnade målarnas emigration från de södra, katolska, av Spanien kontrollerade, flamländska provinserna till de norra, protestantiska och genom befrielsekriget självständiga holländska, dels genom framträdande på båda hållen av målarbegåvningar, som i sin konst förkroppsligade de två nationaliteterna. Peter Paul Rubens och de kring honom grupperade flamländska målarna skapade i stora mått och monumental stil för furstarna och för kyrkan. Deras konst är en direkt fortsättning av den italienhärmande riktningen, romanismen, i 1500-talets nederländska måleri. Teckningarna är livfulla, även om de ofta är maniererade, föredraget brett och levande, liksom inspirerat, fastän väl i verkligheten noga beräknade till sin verkan. Detta måleri vill huvudsakligen dekorera, ej karakterisera. Det senare kan sägas vara huvudsyftet i det holländska måleriet, avsett ej för fjärrverkan i stora katedraler och slottssalar, utan för intimt betraktande i det borgerliga hemmet.
Frans Hals väcker genom sitt otvungna måleri ett nytt intresse för skildrandet av den alldagliga verkligheten och dess måleriska skönhet. Karakterisering med djupare, mera förandligad innebörd är kärnan i Rembrandts konst. Rembrandt är en viktig person inom konstens historia. Rembrandts konst reflekterar nyanser från de flesta dåtida holländska konstnärerna. Det holländska måleriets blomstringsskede motsvarar landets politiska storhetstid. 1600-talets slut betecknar dess gradvisa förfall och underkuvande under fransk smak. Måleriet i Italien och Nederländerna företer en oavbruten utveckling från medeltiden till slutet av 1600-talet.

#### Tyskland
I Tyskland blomstrade måleriet under 1400- och 1500-talet. Målarkonsten förgrenade sig i en mängd lokala skolor, spridda över hela landet, alla mer eller mindre under inflytande av nederländska förebilder och från 1400-talets slut den italienska renässansen. De rent måleriska problemen trädde åt sidan för plastiska verkningar och illustrativt intresse. Koloristiskt finast kan Kölnskolan ha varit, vars främste var Stephan Lochner. Strävandet gick därefter ut på att vinna en vek känslighet i uttrycket, en mild dekorativ prakt. De sydtyska målarna var kärvare, med namn som Konrad Witz, Lukas Moser och Hans Multscher. Efter 1400-talets mitt blev Nederländernas inflytande allt tydligare. Den norditalienska konsten började även få visst inflytande. Italienska formproblem sysselsatte Albrecht Dürer från Nürnberg, vars konst är dyrbara då de är från brytningstiden vid reformationens och renässansens framträdande i Tyskland. Dürer var först och främst den fulländade, formfaste och fantasirike grafikern. Målare i egentligaste mening var hans samtida Matthias Grünewald från Aschaffenburg, upphovsman till Isenheimaltaret i museet i Kolmar i Elsass. Vid sidan av Dürers djupa personlighet och Grünewalds lidelse var Hans Holbein den yngre lärjunge av sin namne och fader i Augsburg, som framför allt i de mångfaldiga porträtt han utförde som engelsk hovmålare, visar på en gång psykologisk säkerhet och måleriskt mästerskap. Jämte de nämnda fanns i Tyskland under 1500-talet en hel skara goda målare, som var och en på sitt sätt och inom sitt lokala område gav uttryck åt renässansens smak.

#### Spanien
Måleriet i Spanien var under 1400-talet och första hälften av 1500-talet fullständigt under inflytande från Nederländerna. Från 1500-talets andra hälft anslöt det sig till den italienska konsten, särskilt den venezianska och den neapolitanska, men med en originell kraft, som för alla tider satt märke i historien. Domenico Theotocopuli, kallad El Greco efter sin kretensiska börd, var från början en lärjunge av Tizian, men kom att ge uttryck åt den spanska trosfanatismens stämningar av extas och skräck. Murillo från Sevilla tolkade de religiösa visionerna samtidigt som han i genrebilder av tiggarbarn såg den lägre verkligheten i ett skimmer av enkel poesi. Det spanska hovlivet förevigas i sin mörka värdighet och högförnäma stil av Diego Velázquez, lika stor som färgkonstnär och själsskildrare. Efter blomstringen under slutet av 1500-talet och fram över 1600-talets mitt frambringar inte Spanien nytt måleri av historisk betydelse, förrän vid 1700-talets slut med Francisco Goya som uppträder som arvtagare av den siste store venezianaren Giovanni Battista Tiepolos färgkonst, såsom uttryck för den spanska nationalkaraktären i dess motsats mot den franska inkräktningen och som en av det moderna måleriets omedelbara förelöpare.

### 1700–1800-talet

#### England
England hade under 1700-talet med William Hogarth, Joshua Reynolds, Thomas Gainsborough och George Romney en rik konstnärlig blomstring som grundades i ett livligt intresse för individuell personskildring, landskapsavbildning och en under intryck av venezianskt, nederländskt och samtida franskt måleri utvecklad förmåga av koloristiskt seende och penselföring. Vid 1800-talets början verkade konstnärer som den skotske porträttmålaren Henry Raeburn, naturskildraren John Constable och den modernt lagde Richard Parkes Bonington. Skedet avslutas med ljusdyrkaren William Turner. Det moderna måleriets utveckling fortsatte därefter i Frankrike. Från England utgick romantikerna och verklighetsskildrarna, som båda var emot den klassicistiska konsten. Personer som Eugène Delacroix förebådade impressionismen. Efter Turner kom bland annat prerafaelitiska rörelsen, med personer som Dante Gabriel Rossetti, Holman Hunt, John Everett Millais, George Frederick Watts och Edward Burne-Jones, som åtminstone i början var en av italiensk renässanskonst inspirerad reaktion mot banalt modemåleri och akademisk slentrian.

#### Frankrike
Franska 1600-talsmålare som Claude Gellée och Nicolas Poussin inspirerades båda av Italien, den förre av dess landskapliga skönhet, den senare av dess konst, av antiken och Rafael. 1700-talsmålarna med Antoine Watteau i spetsen stod visserligen i förbindelse till det venezianska måleriet, men anknöt sig ännu mera direkt till Rubens. Liksom han var de i sin konst först och främst lyriker och dekoratörer, skildrare av galanta fester med kvinnor, skimrande tyger och dräkter i en rik, idealiserad natur. Liksom han målade de för palatsens praktsalar. Rubens kolorit går i viss mån igen hos Watteau, i vars bilder den sinnliga blodfullheten förbytts i svärmisk vekhet, utan att förlora sin glöd. Watteau är en representant för det intima rokokomåleriet, François Boucher var mästaren inom det dekorativa. Måleriet kom under 1700-talet i stor omfattning till användning vid smyckandet av praktrummen och ingick därvid en nära förening med dekorationen i övrigt, speglar, vävda tapeter, bronser, förgyllningar och keramik samt uppgav ofta sina självständiga måleriska syften för en mera konstindustriell verkan. Illusion och koloristisk prakt blev av underordnat värde vid sidan av linjerytm, ytfördelning och dämpad tonighet.
Trots att konventionalismen tog över allt mer, fortsatte konstnärer som Maurice Quentin de la Tour och Alexander Roslin att måla verkliga porträtt. Tvärtemot den övriga samtida konsten i Frankrike stod Jean-Baptiste-Siméon Chardins osminkade, från allt anekdotiskt eller sentimentalt fria skildringar av det borgerliga hemlivet, givna med säkert sinne för knapp och karaktärsfull form och klar färgharmoni. Rokokomåleriets kuvande under det nyantika modet medförde ett avsiktligt frångående av all den pittoreska elegansen och den smidiga tekniken, men ledde i stället över till ett nytt monumentalt allvar. Konstnärer som Jacques-Louis David, Pierre Paul Prud'hon, och Théodore Géricault var föregångare till 1800-talets stora franska målarkonst, som bland annat influerades av brittiska impulser. Landskapet och folklivet tolkades ärligt, enkelt och med lyrisk känslighet av konstnärer som Théodore Rousseau, Camille Corot och Jean-François Millet. En brutalare sannfärdighet förkunnades av Gustave Courbet medan impressionisterna med Édouard Manet som banerförare hävdade det omedelbara naturintryckets betydelse för måleriet och eftersträvade en rask och bred färgteknik, delvis under påverkan av Diego Velázquez. Impressionismen och valörmåleriet (betonandet av färgens och ljusets växelverkan) blev under 1800-talets sista fjärdedel de förhärskande principerna i måleriet i västvärlden. De tekniska metoderna omgestaltades under ständigt experimenterande. Pointillismen, som innebar anbringande av oblandade färgprickar blandade optiskt i stället för kemiskt, började under samma period ta sin fart. Så småningom, genom nyimpressionismen och Paul Gauguin, går impressionismen över i sin motsats, den stilsökande, färgdyrkande expressionismen, representerad av Vincent van Gogh och Paul Cézanne. Man har sagt, att det moderna måleriets utveckling i Frankrike under det sista seklet gått i en kurva från klassicismens stilstränghet genom impressionismens dyrkan av illusionen och åter till expressionismens stilisering.

#### Tyskland
I Tyskland gör sig efterliknandet av gammal målarkonst gällande på flera håll och vid olika tidpunkter: hos de nasarenerna under 1800-talets första årtionden, senare hos Arnold Böcklin, Ludwig Feuerbach och Hans von Marées. Från 1880-talet var Tysklands måleri impressionistiskt, parallellt med det franska, med Max Liebermann som främste företrädare.

#### Ryssland
Det ryska måleriet med krigsmålaren Vasilij Veresjtjagin och historiemålaren Ilja Repin lade i synnerhet an på färgprakt och en kraftigt, ofta brutalt naturalistisk framställning.

## Material
Det finns olika material både att måla på och måla med. Målgrunden kan vara duk, papper, lera, trä, tak och väggar. Det finns också många måleritekniker och material, bland annat akryl, oljemålning, pastell, vattenfärger, kol.

## Stadier i en klassisk avbildande framställning

### Skiss
Sedan konstnären i sin fantasi målat upp en bild av det blivande verket söker vederbörande på ett ungefär återge denna i en eller flera skisser eller utkast, för vilka kompositionen till sina huvuddrag är angiven, och då och då även dess färger (färgskiss). En flyktigt tecknad skiss kallas en croquis. En ebauche är det påbörjade arbetet, med kompositionens huvuddrag och dess olika färgpartier angivna.

### Målning
Till ledning vid arbetets genomförande begagnar konstnären sina studier, direkta efterbildningar av enskilda partier eller figurer, som ska ingå i den blivande kompositionen. För återgivande av sitt ämne behöver konstnären först och främst känna teckningens konst, varigenom denne dels anger föremålens begränsning mot den omgivande rymden, dels dessa föremåls huvudsakliga partier. Sker detta med ledning av minnet kan avbildningen bli lidande. Den direkta naturefterbildningen uppnås bäst med teckning efter levande modell (efter akt). Häri ligger betydelsen av Hubert van Eycks och Masaccio framträdande. För att rätt kunna uppfatta den mänskliga formen samt skilja mellan vad som är väsentligt och väsentligt eller tillfälligt fordras kännedom om anatomi ("målaranatomi") och rörelselära. Draperi- och kostymstudiet avser att bibringa insikt i återgivande av kroppens omhölje, dräkten, varvid konstnären ofta som hjälp begagnar sig av en mannekäng. I den mån föremål avlägsnas från ögat, verkar mindre. Linjeperspektivet lär att ge dem den rätta storleken, att återge de olika föremålens eller partiernas avstånd från ögat. Härigenom erhålles intrycket av djup i framställningen. Skuggläran undervisar om förhållandet mellan skuggor och dagrar, reflexer och ljusdunkel. Genom riktigt iakttagande av dess föreskrifter kan man ge de tecknade bilderna full rundning, modellering.

### Färggivning
Det andra huvudelementet i målarkonsten är färggivningen eller koloriten. En målnings färg är inbegreppet av samtliga färger i densamma, betraktade som helhet, i motsats till formen eller teckningen. Själva målandet kan ske med olika toner av samma färg, då målningen kallas monokrom, eller medelst en mångfald av färger, polykrom målning. Med avseende på användningen skiljer man mellan täckfärger och lasurfärger, av vilka de förra är ogenomskinliga, och de senare låter en under dem målad färg ("undermålningen") skimra igenom. Med avseende på färgernas verkan skiljer man mellan kalla och varma. Varma färger kallas de, som har en aktiv karaktär, verkar livande, muntrande, och ibland oroligt, såsom rött, orange och gult. Kalla nämnas de färger, som ha en mera passiv karaktär, verkar lugnande, och emellanåt nedstämmande, såsom grönt, blått och violett. En intensiv mörk färg kallas djup; en intensiv ljus färg kallas livlig. Genom två verkliga färgers blandning med varandra uppstår mellanfärger och nyanser, emellanåt kallade mellantoner. Den färg, som ett föremål visar vid indifferent belysning, det vill säga varken vid starkt ljus eller i skugga, kallas lokalfärg eller lokalton.
Luftperspektivet lär, hur lokaltonen förändras, liksom mattas, i den mån föremålet avlägsnas från ögat. Liksom linjeperspektivet åsyftar det att ge djup åt bilden, att få figurerna fristående. När både konturerna och lokalfärgerna i en målning är skarpt och bestämt angivna, sägs målningen vara hård. Om yttergränserna är luftigare, och om färgerna flyter genom mellantoner över i varandra, sägs målningssättet vara mjukt. En plastisk hållning erhåller en målning, när teckningen huvudsakligen framhålles, som Michelangelo. Utmärker sig färgen genom skönhet, djup och behag, säges den vara koloristisk, såsom hos venezianerna, Peter Paul Rubens och Rembrandt med flera.